# Jacques Plante (hockey sur glace)
Pour les articles homonymes, voir Jacques Plante et Plante (homonymie).
Vous lisez un « bon article » labellisé en 2015.
Temple de la renommée : 1978
Temple de la renommée AMH : 2010
Joseph Jacques Omer Plante (né le 17 janvier 1929 au Canada, à Notre-Dame-du-Mont-Carmel ou à Shawinigan Falls, suivant les sources, et mort le 27 février 1986 à Genève en Suisse) est un joueur canadien de hockey sur glace.
Lors de sa carrière qui s'étend de 1947 à 1975, il évolue au poste de gardien de but remportant six coupes Stanley et sept trophées Vézina. Il joue notamment pour les Canadiens de Montréal de 1953 à 1963 avec lesquels il remporte ses six coupes Stanley. Il est considéré comme l'un des innovateurs notables du hockey sur glace. Plante est le premier gardien de la Ligue nationale de hockey (LNH) à porter un masque de gardien de but en match de manière officielle et réglementaire. Il a développé et testé de nombreuses versions de masques. Plante est également l'un des précurseurs dans la LNH à jouer régulièrement le palet hors de sa zone de but pour appuyer ses coéquipiers.
Plante est intronisé notamment au Temple de la renommée du hockey en 1978, au Panthéon des sports canadiens en 1981 et au Panthéon des sports du Québec en 1994. Il est choisi comme le gardien de l'équipe historique des Canadiens de Montréal en 1985 et son numéro de maillot est retiré en 1995 par l'équipe.

## Biographie

### Enfance

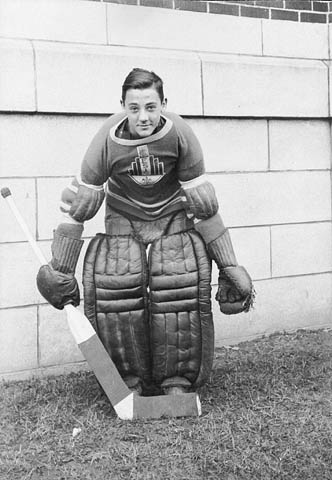
Jacques Plante en 1944-1945.

Joseph Jacques Omer Plante est né le 17 janvier 1929. Certaines sources le donnent comme étant né dans une ferme près de Notre-Dame-du-Mont-Carmel en Mauricie au Québec, alors que d'autres indiquent qu'il serait né à Shawinigan Falls,,. Fils de Palma et de Xavier Plante, il est le premier d'une famille de onze enfants,. La famille déménage à Shawinigan Falls où le père de famille travaille dans une des usines locales. En 1932, Jacques Plante commence à jouer au hockey avec une balle de tennis mais ne possède pas de patins. Il joue avec une crosse de hockey taillée par son père dans une racine d'arbre. À l'âge de cinq ans, Plante tombe d'une échelle et se casse la main. La fracture ne guérit pas correctement et son style de jeu en est affecté, au début de sa carrière, avant qu'une chirurgie correctrice corrige cela à l'âge adulte. Souffrant d'asthme dès sa petite enfance, Plante ne peut pas patiner pendant des périodes prolongées ce qui l'incite donc à jouer en tant que gardien de but. En 1936, il reçoit pour Noël sa première crosse de hockey de gardien mais le reste de son équipement est encore artisanal. Ainsi, son père fabrique ses premières protections en rembourrant des sacs de pommes de terre et les renforce avec des panneaux de bois. Plante jouant au hockey sur glace en extérieur dans les hivers rigoureux du Québec, sa mère lui apprend à tricoter ses propres bonnets pour se protéger du froid. Il continuera de tricoter et de broder tout au long de sa vie des bonnets. Jusqu'à son entrée dans la Ligue nationale de hockey (LNH), il porte ses créations que ce soit à l'entraînement ou lors des parties officielles.
Plante joue pour la première fois une partie de hockey au sein d'une vraie équipe à l'âge de douze ans. Spectateur d'un entraînement de l'équipe de son école, il voit l'entraîneur faire sortir le gardien de but après une dispute sur son jeu. Comme il n'y a pas d'autre gardien de disponible, l'entraîneur fait appel à Plante pour le remplacer. Très vite, il devient évident que Plante est meilleur que les autres joueurs qui sont pourtant plus âgés que lui. Il impressionne également l'entraîneur et obtient le poste de gardien de but titulaire de l'équipe.
Deux ans plus tard, Plante joue pour cinq équipes différentes ; en plus de l'équipe de l'usine locale, il joue pour quatre catégories d'âges différentes. Quand il apprend par son père que les autres joueurs de l'usine sont payés, Plante décide de demander un salaire à son tour. L'entraîneur accepte et paye son gardien de but 50 cents par match pour le retenir dans l'équipe et conserver la popularité de celle-ci. Plante reçoit alors plusieurs offres d'autres équipes. Ainsi, on lui propose 80 dollars par semaine — une somme considérable à l'époque — pour rejoindre une équipe en Angleterre. Il reçoit une offre similaire des Reds de Providence de la Ligue américaine de hockey. Ses parents souhaitant qu'il finisse ses études, le jeune Plante refuse toutes ces offres. Il est diplômé avec les honneurs en 1947 et prend un emploi de commis dans une usine de Shawinigan Falls. Quelques semaines plus tard, il rejoint l'équipe des Citadelles de Québec qui lui offrent un contrat à 85 dollars par semaine, marquant ainsi le début de sa carrière professionnelle.

### Carrière sportive

#### Ligues mineures

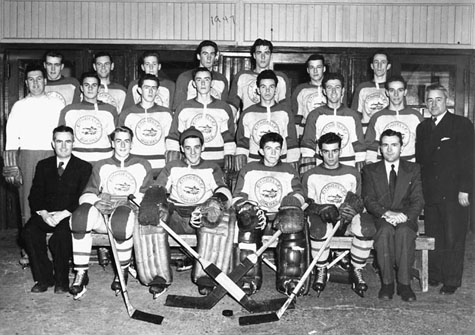
Jacques Plante (3e au premier rang en partant de la gauche) avec les Citadelles de Québec en 1947.

Jacques rejoint donc les Citadelles de Québec pour la saison 1947-1948 dans la Junior Amateur Hockey Association et c'est durant cette période qu'il commence à jouer la rondelle hors de sa zone de but. Il développe cette technique afin de compenser le jeu de ses défenseurs. Les partisans des Citadelles trouvent le style de jeu peu conventionnel de Plante passionnant, mais il irrite les responsables de l'équipe qui pensent que le gardien de but doit rester devant ses filets et laisser les autres joueurs récupérer le palet. Plante, lui, en vient à la conclusion que tant qu'il contrôle la rondelle, les adversaires ne peuvent pas tirer sur lui. Cette technique, dont il est l'un des précurseurs, est maintenant une pratique courante pour les gardiens de but. Lors de cette saison 1947-1948, les Citadelles battent l'équipe des Canadien junior de Montréal au cours des séries alors que Plante est nommé « joueur le plus utile à son équipe ». Il est élu dans la première équipe d'étoiles de la ligue junior, honneur qu'il reçoit également la saison suivante.
Le directeur général des Canadiens de Montréal, Frank J. Selke, souhaite alors recruter Plante. Ainsi, Plante reçoit une invitation pour le camp d'entraînement de 1948 des Canadiens de Montréal mais joue tout de même la saison suivante avec l'équipe de Québec. Son équipe se qualifie une nouvelle fois pour les séries puis perd en finale de la ligue. Le 17 août 1949, Selke offre à Plante un contrat pour qu'il joue avec son équipe de la Ligue de hockey senior du Québec, les Royaux de Montréal, pour la somme de 4 500 dollars pour la saison avec un supplément de 500 dollars pour s'entraîner avec les Canadiens,. Lors de cette saison 1949-1950, il joue la quasi globalité des rencontres de son équipe alors que celle-ci perd au premier tour des séries. Au cours de l'année, il épouse Jacqueline Gagné et le couple a ensuite deux fils, Michel et Richard ; ils divorceront en 1972, Richard se suicidant trois ans plus tard.
Plante joue les saisons suivantes avec les Royaux mais au cours de la saison 1952-1953, il fait ses débuts dans la grande ligue. Tout d'abord, en novembre 1952, il est appelé à jouer pour les Canadiens de Montréal. William Durnan, le gardien de but qui jouait pour Montréal quand Plante a été engagé, prend sa retraite et Gerald McNeil, le gardien numéro un de l'équipe, se fracture la mâchoire. Plante joue trois matchs, mais dans ce court laps de temps, il suscite la controverse. L'entraîneur Dick Irvin ne souhaite pas que ses joueurs se démarquent par des ajouts à leurs uniformes réguliers et Plante porte toujours un de ses bonnets en jouant au hockey. Après une dispute avec Irvin, l'ensemble des bonnets de Plante disparait du vestiaire de Montréal. Même sans son porte-bonheur, Plante ne laisse passer que quatre buts en trois matchs pour trois victoires.
Plante retourne jouer avec les Royaux et également avec les Bisons de Buffalo de la Ligue américaine de hockey. Même si McNeil connaît sa meilleure saison, Plante est appelé pour jouer des matchs des séries éliminatoires de la Coupe Stanley 1953. En effet, alors que l'équipe mène 2 matchs à 0 contre les Black Hawks de Chicago, ils perdent les trois rencontres suivantes et finalement, Irvin décide de titulariser Plante pour le sixième match. Il se distingue en remportant son premier match éliminatoire avec un blanchissage 3-0. Le jeune gardien aide son équipe à remporter également la série avec un nouveau succès 4-1 au cours du septième match. La finale 1953 de la Coupe oppose les Canadiens aux Bruins de Boston, Plante jouant les deux premiers matchs de cette finale, une nouvelle victoire puis une défaite. McNeil reprend son poste dans les buts de l'équipe pour les rencontres suivantes alors que les Canadiens gagnent leur septième Coupe Stanley, la première pour Plante, grâce à un but d'Elmer Lach en prolongation.
McNeil commence la saison 1953-1954 en tant que titulaire avec les Canadiens de Montréal. Selke décide de confier Plante aux Bisons de Buffalo dans la LAH afin que les spectateurs aux États-Unis le connaissent mieux. L'adaptation de Plante est un succès immédiat et Fred Hunt, le directeur général des Bisons, dit à Ken Reardon, le responsable du recrutement de Montréal, que « [Plante] est la plus grande attraction depuis les bons vieux jours de Terry Sawchuk ».

#### Canadiens de Montréal

##### Ascension comme titulaire

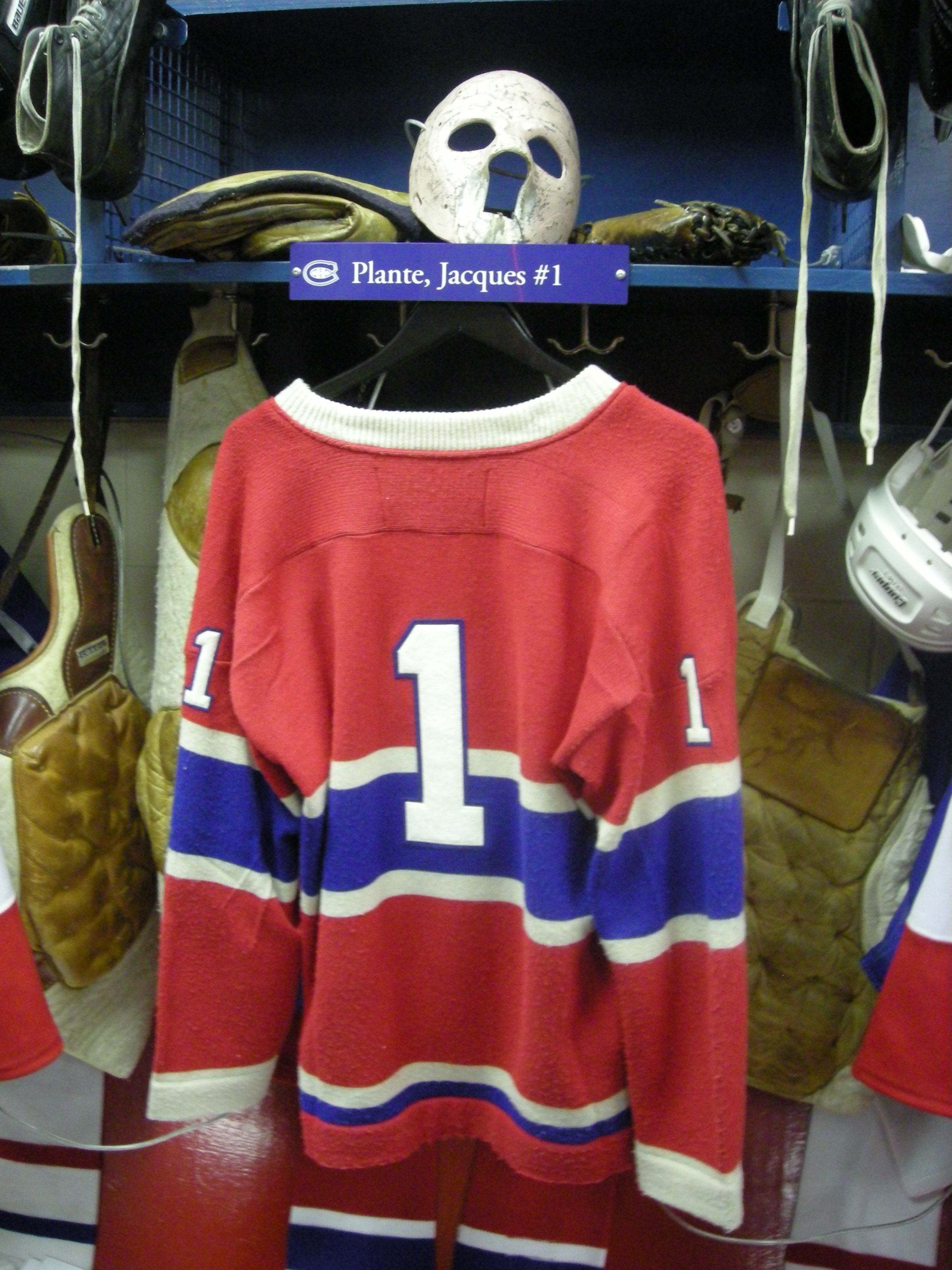
Réplique du maillot et du masque de Jacques Plante au Temple de la renommée du hockey.

Le 12 février 1954, Plante est appelé pour jouer avec les Canadiens de Montréal et il dispute finalement 17 rencontres. Il commence également les séries de 1954 dans les buts, aidant son équipe à battre en quatre rencontres les Bruins de Boston, dont deux blanchissages. Les Canadiens sont opposés aux Red Wings de Détroit en finale mais après quatre matchs, Irvin préfère McNeil à Plante même si cela ne change rien finalement et Détroit remporte la Coupe. Au printemps 1954, Plante subi une intervention chirurgicale pour corriger sa main gauche, fracturée dans son enfance, qu'il ne peut bien bouger pour attraper les tirs en hauteur et le force à compenser cette gêne par l'utilisation du reste de son corps. L'opération est un succès.
À la suite de cette saison, McNeil, qui n'a que 28 ans, prend sa retraite de la LNH et Plante devient le gardien de but no 1 des Canadiens dès la saison 1954-1955. Le 13 mars 1955, avec seulement quatre matchs restant à disputer dans la saison, une bagarre entraîne la suspension du meilleur buteur de Montréal, Maurice Richard, par le président de la LNH, Clarence Campbell pour le reste de la saison et les séries éliminatoires. Quatre jours plus tard, jouant à Montréal devant une foule en colère, Plante est témoin de l'émeute qui suit. Elle commence au Forum de Montréal avec des spectateurs en colère et se propage le long de la rue Sainte-Catherine, causant des blessés chez les policiers et les spectateurs ainsi que des dégâts considérables. Les Canadiens parviennent à la finale 1955 de la Coupe Stanley mais ils chutent une nouvelle fois en sept rencontres contre les joueurs de Détroit.
Pour la saison 1955-1956, Plante est le gardien titulaire incontesté des Canadiens : Gerald McNeil joue aux Royals de Montréal alors que Charlie Hodge, le remplaçant de Plante la saison précédente, est lui envoyé à l'équipe de développement des Canadiens de Montréal avec les Americans de Seattle. Plante joue 64 des 70 rencontres que compte la saison alors que l'équipe se classe première avec 100 points ; le gardien obtient une moyenne de 1,86 but accordé par rencontre. Au cours de la demi-finale des séries de 1956, Montréal écarte les Rangers en cinq matchs en inscrivant 26 buts contre seulement 7 buts accordés par Plante, dont un blanchissage 7-0 lors du dernier match. La finale est une nouvelle confrontation contre les joueurs de Détroit et cette fois l'équipe de Plante s'impose en cinq matchs. À titre personnel, Plante est mis en avant par la LNH en recevant le trophée Vézina du meilleur gardien de la saison et en étant également sélectionné dans la première équipe d'étoiles de la LNH en compagnie de ses coéquipiers : Doug Harvey en défense, Jean Béliveau et Maurice Richard en attaque.
La saison suivante, Plante rate la majorité du mois de novembre à cause d'une bronchite chronique, une conséquence de l'asthme qui l'affecte depuis l'enfance. Il est alors remplacé par McNeil qui est rappelé des Royaux pour l'occasion. Plante joue tout de même 61 matchs au cours de la saison, il compte même sa centième victoire dans la LNH et 9 blanchissages alors que les Canadiens se classent deuxièmes de la saison régulière derrière Détroit. L'équipe de Montréal élimine les Rangers de New York en demi-finale et est opposée aux Bruins, vainqueurs de Détroit, pour la finale 1957 de la Coupe Stanley. Les Canadiens gagnent une nouvelle Coupe Stanley, déjà la troisième pour Plante qui met la main sur un nouveau trophée Vézina et est sélectionné dans la seconde équipe d'étoiles.
Au cours de la saison 1957-1958, les Canadiens sont décimés par les blessures : Richard, Bernard Geoffrion et Jean Béliveau manquent un total de 85 parties. Plante n'est pas épargné non plus alors que son asthme empire. Il subit même une commotion cérébrale à quelques semaines de la fin de la saison et rate trois matchs des séries éliminatoires. Il joue un total de 57 matchs sur 70 au cours de la saison, dont 9 blanchissages, et inscrit pour la troisième fois son nom sur le trophée Vézina. Malgré les blessures, les Canadiens dominent la ligue collectivement en finissant à la première place du classement avec 19 points d'avance sur les Rangers de New York. Les Red Wings sont écartés par les Canadiens en quatre matchs lors de la demi-finale, Montréal inscrivant 19 buts contre seulement six accordés. La finale oppose les Bruins aux Canadiens et ces derniers remportent une troisième Coupe Stanley en autant de saisons en remportant quatre des six rencontres. Dans le sixième et dernier match de la finale de la coupe Stanley, l'asthme de Plante lui donne le vertige et il a de la difficulté à se concentrer. Il s'effondre à la fin du jeu après que son coéquipier Doug Harvey marque le but gagnant de la série.
La tension entre Plante et son entraîneur, Hector Blake, augmente de plus en plus au cours des saisons qui passent ; Plante considère en effet qu'il doit jouer avec un masque de hockey mais Blake refuse et le tolère tout juste pour les entraînements. Plante domine toujours autant la LNH au cours de cette nouvelle saison 1958-1959 : encore une fois auteur de 9 blanchissages, il joue 67 parties et remporte encore le trophée Vézina. Premiers de la ligue avec près de 20 points d'avance, les Canadiens jouent une nouvelle finale après avoir disposé des Black Hawks de Chicago au premier tour des séries. Les Maple Leafs de Toronto ne parviennent à remporter qu'une seule victoire dans la série finale et les Canadiens de Montréal remportent la onzième coupe Stanley de leur histoire.

##### Masque
C'est finalement au cours de la saison 1959-1960 que Plante est autorisé à porter pour la première fois un masque de gardien de but dans un match de saison régulière. Le 1er novembre 1959,  au Madison Square Garden de New York, un tir foudroyant du joueur de centre Andy Bathgate des Rangers de New York fracture le nez de Plante,. Il est conduit à la clinique et plus de 200 points de sutures sont nécessaires. À sa sortie, il interpelle son entraîneur, Hector Blake, et lui signifie qu’il ne reviendrait dans le match qu'à la condition d’utiliser son masque. Ainsi, Blake n’a d’autre choix que d’acquiescer à sa demande mais lui demande d'enlever le masque une fois qu'il sera guéri.
Les Canadiens remportent le match 3 buts à 1. Pendant les jours suivants, Plante refuse de retirer le masque et les Canadiens continuent à gagner. Blake ne demande plus à Plante d’enlever son masque, l’adversaire en étant même intimidé et la série d'invincibilité de l'équipe monte à 18 matchs,. À la demande de Blake cependant, Plante ne porte pas de masque contre les Red Wings de Détroit le 8 mars 1960 et les Canadiens perdent 3-0. Le masque est de retour dès le match suivant. Cette année-là, les Canadiens remportent leur cinquième victoire consécutive en coupe Stanley, qui est la dernière de Plante. Il est une nouvelle fois le meilleur gardien de la saison et reçoit son cinquième Vézina, battant de peu Glenn Hall des Blackhawks de Chicago.

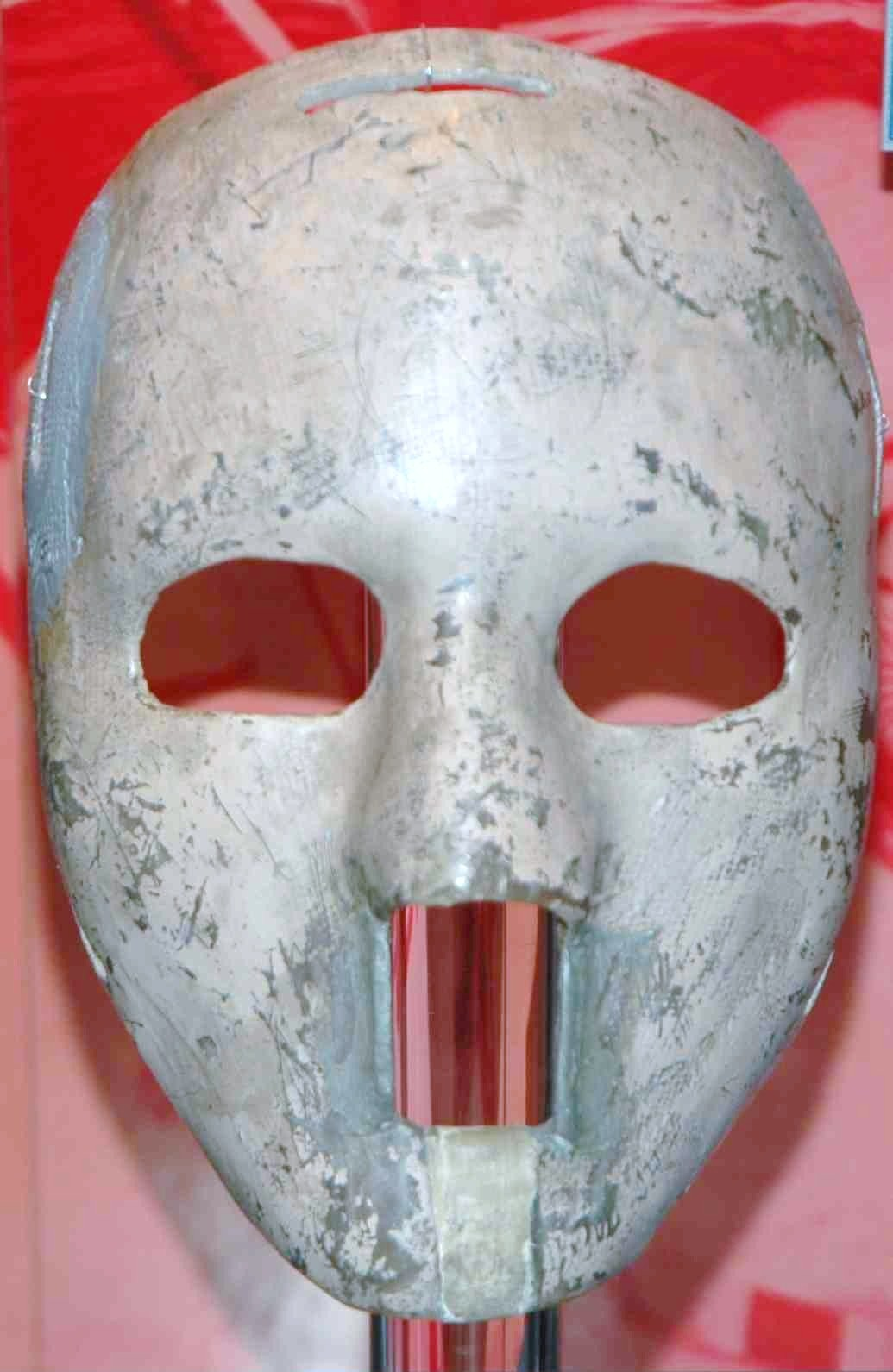
Masque de Jacques Plante en fibre de verre.

Plante n'est pas le premier gardien de la ligue à porter un masque puisque Clinton Benedict des Maroons de Montréal porte une version en cuir en 1929-1930 pour protéger son nez cassé,, mais il est celui qui introduit le masque comme équipement quotidien, au-delà de ses séances d'entraînement, et le masque fait maintenant partie de l'équipement obligatoire des gardiens de but.

#### Échange à New York et première retraite
Gêné par une forte douleur au genou gauche au cours de la saison 1960-1961 de la LNH, Plante est envoyé en ligue mineure aux Royaux de Montréal. Un cartilage déchiré est découvert dans son genou et il subit une intervention chirurgicale pendant l'été 1961. La saison suivante, Plante devient seulement le quatrième gardien de but à gagner le trophée Hart — le gardien de but suivant est Dominik Hašek en 1997 — et il remporte également le trophée Vézina pour la sixième fois à 33 ans. La saison 1962-1963 de la LNH est difficile pour Plante car son asthme s'aggrave et il rate la majorité du début de la saison. Sa relation avec son entraîneur, Hector Blake, continue de se détériorer en raison de ses problèmes de santé persistants. Plus tard, Plante est au centre d'une controverse quand il affirme que la taille des filets dans la ligue n'est pas uniforme, donnant ainsi un avantage statistique pour les gardiens de but jouant pour les Black Hawks de Chicago, les Bruins de Boston et les Rangers de New York. Son constat, qui se révèle être une erreur de fabrication, est confirmé par la suite.
Après l'élimination des Canadiens pour la troisième année consécutive au premier tour des séries éliminatoires en 1963, les spectateurs et les médias commencent à presser l'équipe pour du changement. La tension croissante entre Plante et Blake en raison de contradictions sur l'éthique de travail et le comportement fait que Blake pose un ultimatum en déclarant pour la saison 1963-1964, soit lui ou Plante doit partir. Le 4 juin 1963, Plante est échangé aux Rangers de New York avec Phil Goyette et Don Marshall, en échange de Lorne Worsley, Dave Balon, Léon Rochefort et Len Ronson. Plante joue pour les Rangers une saison complète et une partie de la suivante. Il prend sa retraite en 1965 alors qu'il joue pour les Clippers de Baltimore en Ligue américaine de hockey, une ligue mineure. Sa femme est malade à l'époque et il doit être opéré au genou droit.
À sa retraite, Plante prend un emploi à la brasserie Molson en tant que représentant des ventes, mais reste actif dans la Ligue nationale de hockey. En 1965, Scotty Bowman demande à Plante de jouer pour l'équipe junior des Canadiens de Montréal dans un match contre l'équipe d'Union soviétique de hockey sur glace. Honoré de représenter son pays, Plante accepte et après avoir reçu la permission des Rangers, qui possèdent encore ses droits, et à son employeur Molson, il commence à s'entraîner. Les Canadiens remportent le match 2 buts à 1 et Plante est nommé première étoile du match,.

#### Retour au hockey professionnel
Au début de la saison 1967-1968, Plante reçoit un appel de son ex-coéquipier Bert Olmstead cherchant de l'aide pour entraîner les Seals d'Oakland. Plante entraîne principalement pour montrer l'exemple et après le camp d'entraînement de trois semaines, il retourne à Montréal. Il joue également un match d'exhibition avec les Seals alors que des rumeurs sur un éventuel retour apparaissent.
En juin 1968, Plante est repêché par les Blues de Saint-Louis et signe un contrat de 35 000 dollars pour la saison 1968-1969. Dans sa première saison avec les Blues, Plante partage le poste de gardien avec Glenn Hall. Il remporte le trophée Vézina pour la septième fois — ce trophée étant partagé avec Glenn Hall —, surpassant ainsi le record de William Durnan. Lors des séries éliminatoires de la Coupe Stanley 1970, dans un match contre les Bruins de Boston, un tir de Fred Stanfield dévié par Phil Esposito frappe Plante au front, l'assommant et brisant son masque en fibre de verre. Après avoir repris conscience à l'hôpital, la première chose que Plante déclare est que le masque lui a sauvé la vie. Ce match s'avère aussi être son dernier pour les Blues et il est échangé à l'été 1970 aux Maple Leafs de Toronto. Il mène la ligue avec la plus petite moyenne de buts encaissés au cours de sa première saison avec les Maple Leafs. À la fin de la saison, il est nommé dans la deuxième équipe d'étoiles de la ligue, son septième honneur de ce type. Il continue à jouer pour les Leafs jusqu'à ce qu'il soit de nouveau échangé aux Bruins de Boston à la fin de la saison 1972-1973, enregistrant un blanchissage contre les Black Hawks de Chicago pour ses débuts avec les Bruins. Il joue huit matchs de saison régulière et deux matchs de séries éliminatoires pour les Bruins, clôturant ainsi sa dernière saison dans la ligue.
Plante accepte un contrat de dix ans pour 10 millions de dollars afin de devenir directeur général et entraîneur de la franchise des Nordiques de Québec de l'Association mondiale de hockey (AMH) en 1973. Il est très mécontent de la performance de son équipe et démissionne à la fin de la saison 1973-1974. En sortant de sa retraite une fois de plus, Plante joue 31 matchs avec les Oilers d'Edmonton de l'Association mondiale de hockey lors de la saison 1974-1975. Plante prend sa retraite au cours du camp d'entraînement des Oilers en 1975-1976, après avoir reçu la nouvelle de la mort de son plus jeune fils.

#### Analyse du jeu et travail d'analyste et écriture
Plante est réputé pour sa capacité à analyser le jeu, d'autant que le gardien de but a généralement la meilleure vue du jeu. Il commence à indiquer des consignes à ses coéquipiers pendant les matchs dans son premier passage dans les ligues mineures. Il conserve de nombreuses notes sur les joueurs et les équipes adverses tout au long de sa carrière. Il fait ses débuts comme analyste et commentateur pendant sa première retraite dans les années 1960 pour les diffusions de matchs de la Ligue de hockey junior du Québec aux côtés de Danny Gallivan de Hockey Night in Canada. La télévision de Radio-Canada, la branche francophone de la Société Radio-Canada, utilise également Plante comme analyste pour ses émissions sur la Série du siècle 1972 entre l'équipe nationale canadienne composée de joueurs professionnels de la LNH et celle d'Union soviétique. Plante est l'un des rares analystes nord-américains qui ne verse pas dans la croyance largement répandue en la supériorité de l'équipe canadienne.
Plante écrit également beaucoup sur le hockey. Dès le début de sa carrière, il écrit et publie dans La Voix de Shawinigan, Le Samedi et Sport Magazine. Il écrit également une chronique pour le journal local pendant sa période d'entraîneur des Nordiques de Québec. Son ouvrage, Devant le filet, est publié en anglais en 1972 sous le titre Goaltending, puis en français l'année suivante. Dans son livre, il présente un programme de développement de gardien de but qui inclut des exercices hors de la patinoire, le choix de l'équipement, les styles de jeu et la préparation adéquate les jours de match. Il conseille également sur les meilleures méthodes d'entraînement pour les gardiens débutants et confirmés. Son livre est resté populaire auprès des entraîneurs et des joueurs et est réimprimé en français et en anglais en 1997, un quart de siècle après sa première publication.
À partir de 1967, Plante est l'un des instructeurs de l'École moderne de hockey, une école d'été pour les jeunes joueurs. Sa réputation de formateur dépasse les frontières et il se rend en Suède en 1972, à l'invitation de la Fédération de Suède de hockey sur glace, enseignant aux meilleurs gardiens, entraîneurs et formateurs du pays. Au cours de ses premiers et seconds départs à la retraite, Plante est aussi entraîneur de gardiens de but et est consultant pour plusieurs équipes de la LNH, dont les Seals d'Oakland, les Flyers de Philadelphie, les Canadiens de Montréal et les Blues de Saint-Louis.

#### Retraite et mort

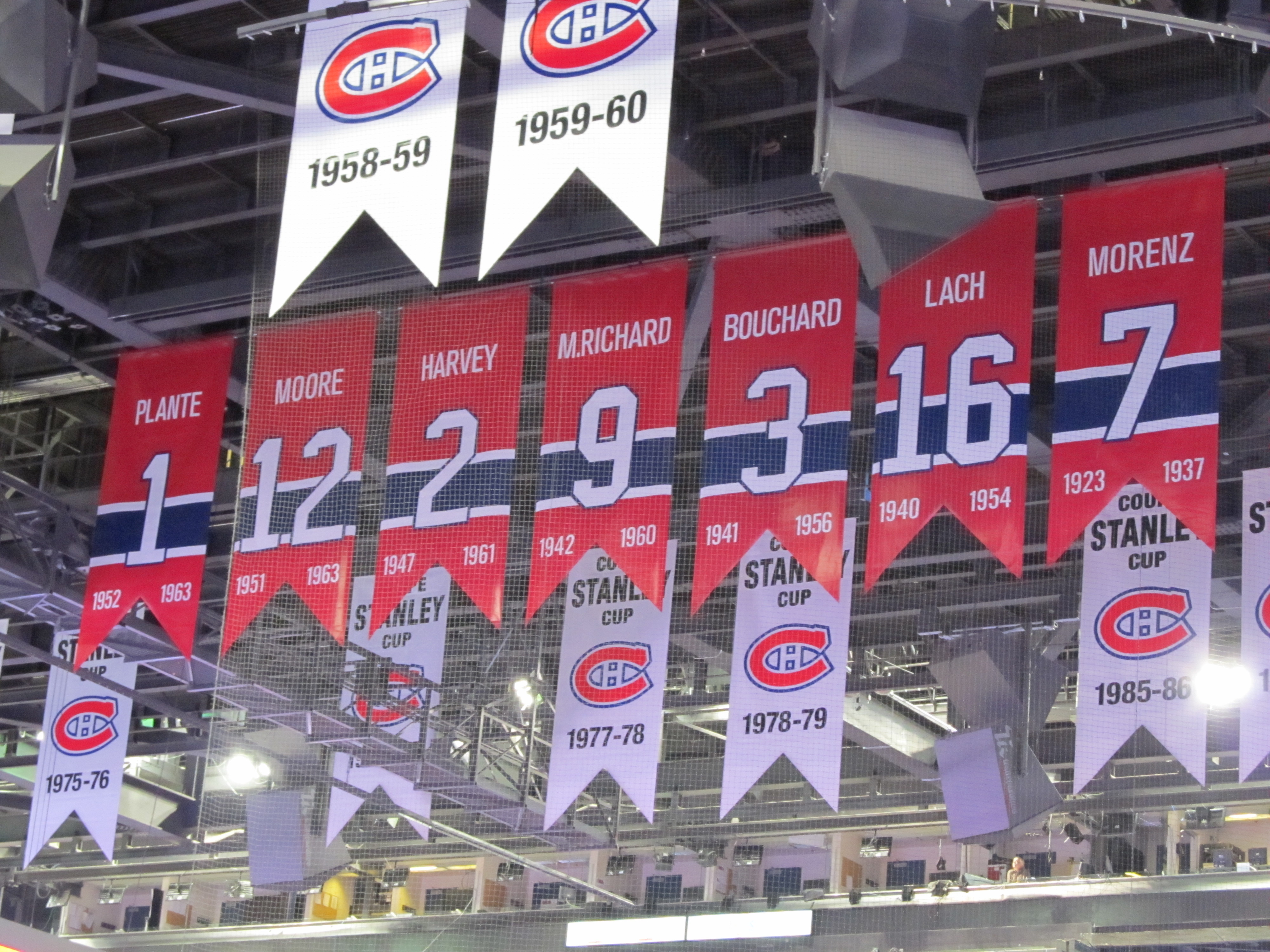
Maillots retirés des Canadiens de Montréal en 2010. Le maillot de Jacques Plante est le no 1.

Plante prend sa retraite du hockey en 1975, après la mort de son plus jeune fils. Il partage son temps entre la Suisse et le Canada avec sa seconde épouse, Raymonde Udrisard, une Suissesse qu'il a rencontrée au parc Jarry et qui est la directrice des concessions des Expos de Montréal. Il reste cependant actif sur la scène nord-américaine du hockey à titre d'analyste, de conseiller et de formateur de gardiens.
Il est intronisé au Temple de la renommée du hockey en 1978. Quelques années plus tard, à l'automne 1985, on lui aurait diagnostiqué un cancer de l'estomac en phase terminale. En 2006, toutefois, sa femme, Raymonde, a affirmé qu'il est plutôt décédé le 27 février 1986, à l'âge de 57 ans, d'une rupture d'anévrisme de l'aorte abdominale dans un hôpital de Genève,. Il est enterré à Sierre, en Suisse. Lorsque son cercueil sort de l'église après la messe des funérailles, il passe sous une arche de bâtons de hockey tenus par une équipe de jeunes joueurs de hockey du Québec, en visite en Suisse pour un tournoi.

## Postérité
Plante est l'un des premiers gardiens de but à patiner derrière le filet pour contrôler la rondelle,. Il est également l'un des premiers à lever son bras lors d'un dégagement interdit afin d'indiquer à ses défenseurs ce qui se passe. Il est un pionnier du maniement de la rondelle avec le bâton au lieu d'adopter une relative passivité devant la cage en déviant simplement les rondelles vers ses défenseurs. Il perfectionne un style de position, libre et mobile, debout en coupant les angles, et devient l'un des premiers gardiens de but à écrire un livre pratique sur cette technique. Il peut donc être considéré comme le père du goaltending moderne dont l'influence est importante, qui a « transformé à tout jamais le visage du hockey ». Jacques Plante représente également une sorte de père spirituel pour tous les gardiens de buts qui lui ont succédé, y compris pour une autre légende du hockey, le Russe Vladislav Tretiak qui mena plus loin le style de Plante en y accommodant le style dit « papillon ».
Ses innovations sont encore d'usage dans le hockey moderne et, outre ses performances sur glace, il est aussi reconnu comme étant le précurseur de l’introduction du port régulier du masque de gardien de but et sa popularisation. Plante a conçu ses masques et ceux d'autres gardiens de but.

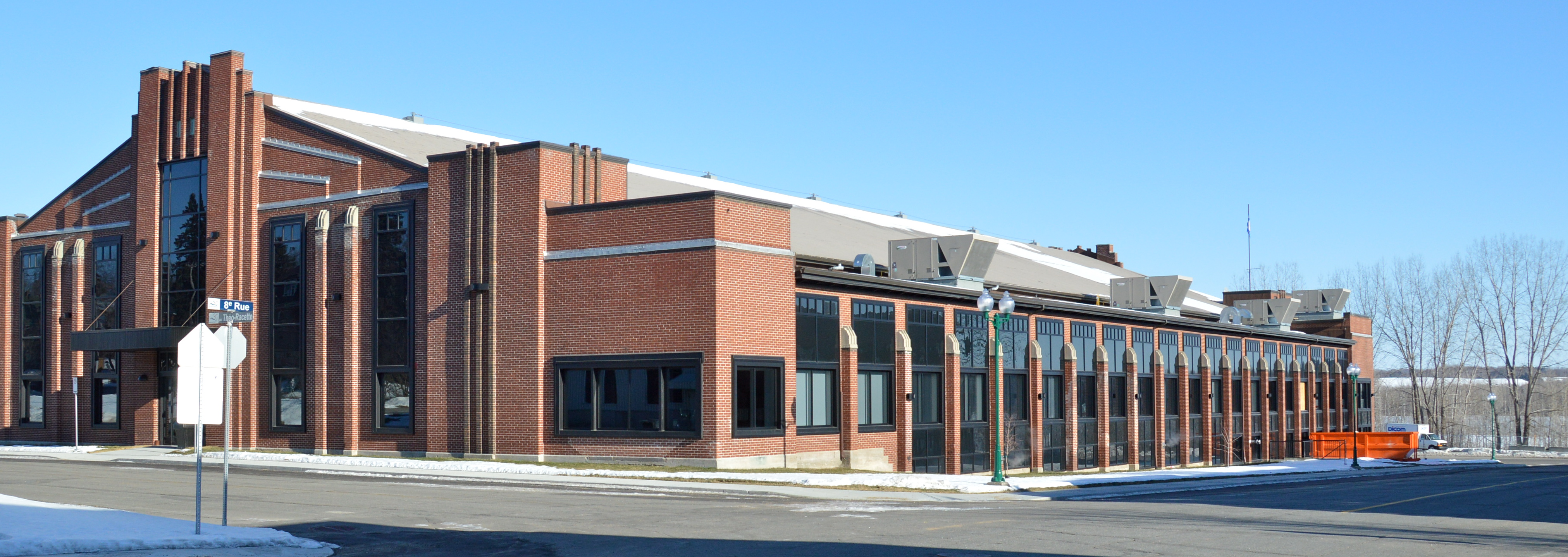
L'aréna Jacques-Plante de Shawinigan.

Il est intronisé au Temple de la renommée du hockey en 1978, dès sa première année d'admissibilité, au Panthéon des sports canadiens en 1981, au Panthéon des sports du Québec en 1994 et au Temple de la renommée de l'Association mondiale de hockey en 2010. Son maillot, le no 1, aussi porté par Georges Vézina, George Hainsworth et William Durnan, est retiré le 7 octobre 1995 par les Canadiens de Montréal en son nom. Il reste, en 2015, le gardien des Canadiens de Montréal qui compte le plus grand nombre de victoires de l'équipe avec 314 victoires (sur 556 parties).
Le nom de Jacques Plante est gravé plusieurs fois sur la coupe Stanley puisqu'il en est l'un des vainqueurs ; néanmoins, son nom est écrit différemment les cinq fois entre 1956 et 1960.
Le trophée Jacques-Plante est créé en son honneur comme un prix remis au meilleur gardien dans la Ligue de hockey junior majeur du Québec. Un trophée Jacques-Plante existe également en Suisse et est remis chaque année au meilleur gardien de but suisse. En 1991, il est sélectionné par le magazine Sports Illustrated dans l'équipe de tous les temps. Sa blessure et le port du masque sont représentés dans un épisode de la série canadienne Minutes du Patrimoine.
Une patinoire de hockey sur glace de la Ligue de hockey junior majeur du Québec à Shawinigan est nommée en son honneur, l'aréna Jacques-Plante. Les Cataractes de Shawinigan y ont notamment évolué jusqu'en décembre 2008. À Shawinigan, Laval, Mirabel, Repentigny et Vaudreuil-Dorion, une rue porte également son nom.

## Ouvrage
- Jacques Plante, Devant le filet : Techniques et secrets du gardien de but, Montréal, Éditions de l'Homme, 1972.

## Statistiques
| Saison     | Équipe                 | Ligue      |     | Saison régulière | Saison régulière | Saison régulière | Saison régulière | Saison régulière | Saison régulière | Saison régulière | Saison régulière | Saison régulière | Saison régulière |    | Séries éliminatoires | Séries éliminatoires | Séries éliminatoires | Séries éliminatoires | Séries éliminatoires | Séries éliminatoires | Séries éliminatoires | Séries éliminatoires | Séries éliminatoires |
| Saison     | Équipe                 | Ligue      | PJ  | V                | D                | Pr/N             | Min              | BC               | Moy              | % Arr            | Bl               | Pun              | PJ               | V  | D                    | Min                  | BC                   | Moy                  | % Arr                | Bl                   | Pun                  |                      |                      |
| 1947-1948  | Royaux de Montréal     | LHJQ       | 2   | 0                | 0                | 2                | 120              | 5                | 2,50             |                  | 0                |                  | -                | -  | -                    | -                    | -                    | -                    | -                    | -                    | -                    |                      |                      |
| 1947-1948  | Citadelles de Québec   | LHJQ       | 31  | 18               | 11               | 1                | 1 840            | 87               | 2,84             |                  | 2                |                  | 9                | 4  | 5                    | 545                  | 28                   | 3,08                 |                      | 2                    |                      |                      |                      |
| 1948-1949  | Citadelles de Québec   | LHJQ       | 64  | 42               | 12               | 10               | 3 840            | 119              | 1,86             |                  | 7                |                  | 13               | 7  | 6                    | 790                  | 43                   | 3,27                 |                      | 0                    |                      |                      |                      |
| 1949-1950  | Royaux de Montréal     | LHJQ       | 58  | 27               | 22               | 9                | 3 480            | 180              | 3,10             |                  | 0                |                  | 6                | 2  | 4                    | 360                  | 20                   | 3,00                 |                      | 0                    |                      |                      |                      |
| 1950-1951  | Royaux de Montréal     | LHSQ       | 60  | 28               | 29               | 3                | 3 670            | 201              | 3,29             |                  | 4                |                  | 7                | 2  | 5                    | 420                  | 26                   | 3,71                 |                      | 1                    |                      |                      |                      |
| 1951-1952  | Royaux de Montréal     | LHSQ       | 60  | 30               | 24               | 6                | 3 560            | 201              | 3,39             |                  | 4                |                  | 7                | 3  | 4                    | 420                  | 21                   | 3,00                 |                      | 1                    |                      |                      |                      |
| 1952-1953  | Royaux de Montréal     | LHSQ       | 29  | 20               | 8                | 1                | 1 760            | 61               | 2,08             |                  | 4                |                  | -                | -  | -                    | -                    | -                    | -                    | -                    | -                    | -                    |                      |                      |
| 1952-1953  | Bisons de Buffalo      | LAH        | 33  | 13               | 19               | 1                | 2 000            | 114              | 3,42             |                  | 2                |                  | -                | -  | -                    | -                    | -                    | -                    | -                    | -                    | -                    |                      |                      |
| 1952-1953  | Canadiens de Montréal  | LNH        | 3   | 2                | 0                | 1                | 180              | 4                | 1,33             |                  | 0                |                  | 4                | 3  | 1                    | 240                  | 7                    | 1,75                 |                      | 1                    |                      |                      |                      |
| 1953-1954  | Bisons de Buffalo      | LAH        | 55  | 32               | 17               | 6                | 3 370            | 148              | 2,64             |                  | 3                |                  | -                | -  | -                    | -                    | -                    | -                    | -                    | -                    | -                    |                      |                      |
| 1953-1954  | Canadiens de Montréal  | LNH        | 17  | 7                | 5                | 5                | 1 020            | 27               | 1,59             |                  | 5                |                  | 8                | 5  | 3                    | 480                  | 15                   | 1,88                 |                      | 2                    |                      |                      |                      |
| 1954-1955  | Canadiens de Montréal  | LNH        | 52  | 31               | 13               | 7                | 3 080            | 110              | 2,14             |                  | 5                |                  | 12               | 6  | 3                    | 639                  | 30                   | 2,82                 |                      | 0                    |                      |                      |                      |
| 1955-1956  | Canadiens de Montréal  | LNH        | 64  | 42               | 12               | 10               | 3 840            | 119              | 1,86             |                  | 7                |                  | 10               | 8  | 2                    | 600                  | 18                   | 1,80                 |                      | 2                    |                      |                      |                      |
| 1956-1957  | Canadiens de Montréal  | LNH        | 61  | 31               | 18               | 12               | 3 660            | 123              | 2,02             |                  | 9                |                  | 10               | 8  | 2                    | 616                  | 18                   | 1,75                 |                      | 1                    |                      |                      |                      |
| 1957-1958  | Canadiens de Montréal  | LNH        | 57  | 34               | 14               | 8                | 3 386            | 119              | 2,11             |                  | 9                |                  | 10               | 8  | 2                    | 618                  | 20                   | 1,94                 |                      | 1                    |                      |                      |                      |
| 1958-1959  | Canadiens de Montréal  | LNH        | 67  | 38               | 16               | 13               | 4 000            | 144              | 2,16             |                  | 9                |                  | 11               | 8  | 3                    | 670                  | 28                   | 2,51                 |                      | 0                    |                      |                      |                      |
| 1959-1960  | Canadiens de Montréal  | LNH        | 69  | 40               | 17               | 12               | 4 140            | 175              | 2,54             |                  | 3                |                  | 8                | 8  | 0                    | 489                  | 11                   | 1,35                 |                      | 3                    |                      |                      |                      |
| 1960-1961  | Royaux de Montréal     | EPHL       | 8   | 3                | 4                | 1                | 480              | 24               | 3,00             |                  | 0                |                  | -                | -  | -                    | -                    | -                    | -                    | -                    | -                    | -                    |                      |                      |
| 1960-1961  | Canadiens de Montréal  | LNH        | 40  | 22               | 11               | 7                | 2 400            | 112              | 2,80             |                  | 2                |                  | 6                | 2  | 4                    | 412                  | 16                   | 2,33                 |                      | 0                    |                      |                      |                      |
| 1961-1962  | Canadiens de Montréal  | LNH        | 70  | 42               | 14               | 14               | 4 200            | 166              | 2,37             |                  | 4                |                  | 6                | 2  | 4                    | 360                  | 19                   | 3,17                 |                      | 0                    |                      |                      |                      |
| 1962-1963  | Canadiens de Montréal  | LNH        | 56  | 22               | 14               | 19               | 3 320            | 138              | 2,49             |                  | 5                |                  | 5                | 1  | 4                    | 300                  | 14                   | 2,80                 |                      | 0                    |                      |                      |                      |
| 1963-1964  | Rangers de New York    | LNH        | 65  | 22               | 36               | 7                | 3 900            | 220              | 3,38             |                  | 3                |                  | -                | -  | -                    | -                    | -                    | -                    | -                    | -                    | -                    |                      |                      |
| 1964-1965  | Rangers de New York    | LNH        | 33  | 10               | 17               | 5                | 1 938            | 109              | 3,37             |                  | 2                |                  | -                | -  | -                    | -                    | -                    | -                    | -                    | -                    | -                    |                      |                      |
| 1964-1965  | Clippers de Baltimore  | LAH        | 17  | 6                | 9                | 1                | 1 018            | 51               | 3,01             |                  | 1                |                  | 5                | 2  | 3                    | 315                  | 14                   | 2,67                 |                      | 1                    |                      |                      |                      |
| 1968-1969  | Blues de Saint-Louis   | LNH        | 37  | 18               | 12               | 6                | 2 139            | 70               | 1,96             |                  | 5                |                  | 10               | 8  | 2                    | 589                  | 14                   | 1,43                 |                      | 3                    |                      |                      |                      |
| 1969-1970  | Blues de Saint-Louis   | LNH        | 32  | 18               | 9                | 5                | 1 839            | 67               | 2,19             |                  | 5                |                  | 6                | 4  | 1                    | 324                  | 8                    | 1,48                 |                      | 1                    |                      |                      |                      |
| 1970-1971  | Maple Leafs de Toronto | LNH        | 40  | 24               | 11               | 4                | 2 329            | 73               | 1,88             |                  | 4                |                  | 3                | 0  | 2                    | 134                  | 7                    | 3,13                 |                      | 0                    |                      |                      |                      |
| 1971-1972  | Maple Leafs de Toronto | LNH        | 34  | 16               | 13               | 5                | 1 965            | 86               | 2,63             |                  | 2                |                  | -                | -  | -                    | -                    | -                    | -                    | -                    | -                    | -                    |                      |                      |
| 1972-1973  | Maple Leafs de Toronto | LNH        | 32  | 8                | 14               | 6                | 1 717            | 87               | 3,04             |                  | 1                |                  | -                | -  | -                    | -                    | -                    | -                    | -                    | -                    | -                    |                      |                      |
| 1972-1973  | Bruins de Boston       | LNH        | 8   | 7                | 1                | 0                | 480              | 16               | 2,00             |                  | 2                |                  | 2                | 0  | 2                    | 120                  | 10                   | 5,00                 |                      | 0                    |                      |                      |                      |
| 1974-1975  | Oilers d'Edmonton      | AMH        | 31  | 15               | 14               | 1                | 1 592            | 88               | 3,32             |                  | 1                |                  | -                | -  | -                    | -                    | -                    | -                    | -                    | -                    | -                    |                      |                      |
| Totaux LNH | Totaux LNH             | Totaux LNH | 837 | 434              | 247              | 146              | 49 533           | 1 965            | 2,38             |                  | 82               |                  | 112              | 71 | 37                   | 6 652                | 240                  | 2,16                 |                      | 14                   |                      |                      |                      |